# Sanquhar
Sanquhar (pron.: /ˈsæŋkər/; in Scots: Sanchar; in gaelico scozzese: An t-Seann Chathair) è una cittadina (e anticamente: burgh) di circa 2.000 abitanti della Scozia sud-occidentale, facente parte dell'area amministrativa del Dumfries e Galloway (contea tradizionale: Dumfriesshire ) e situata lungo il corso del fiume Nith

## Geografia fisica

### Collocazione
Sanquhar si trova nella parte settentrionale del Dumfries e Galloway, poco a sud della sorgente del fiume Nith.e tra le località di Afton Bridgend e Thornhill (rispettivamente a sud-est della prima e a nord/nord-ovest della seconda), a circa 45 km. a nord/nord-ovest di Dumfries.

## Società

### Evoluzione demografica
Al censimento del 2011, Sanquhar contava una popolazione pari a 2.021 abitanti.
La località ha conosciuto un lieve decremento demografico rispetto al 2011, quando contava 2.028 abitanti e al 1991, quando ne contava 2.095.

## Monumenti e luoghi d'interesse

### Castello di Sanquhar
Tra i principali edifici di Sanquhar, figura il castello, costruito intorno al 1400 dalla famiglia Chrichton..

### Altri edifici d'interesse
Altri edifici d'interesse sono il Tolbooth Museum, una casa georgiana risalente agli anni trenta del XVIII secolo, e l'ex-ufficio postale, attivo ininterrottamente dal 1712.